# Фофудія

Двір візантійського імператора

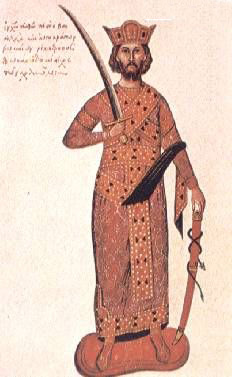
Никифор II Фока в фофудії

Це стаття про історичний термін. Про інтернет-мем див. Фофудія (мем).
Фофудія, (д.-рус. фофудиꙗ, рос. фофудья) — «спеціальна грецька матерія для пошиття верхнього одягу з поясом (фофудоти). В середині XII ст. фофудію замінив оксамит»; східна коштовна тканина, з якої виготовлявся імператорський одяг. Згідно з літописами, цар Леон у 912 р. надарував Олегових послів «златом. и паволоками. и фофоудьами», давши їм відрізи цих тканин. Наступний раз фофудія згадується в літописному оповіданні про перенесення мощів святих князів Бориса та Гліба, близько 1115 р., коли кидали в народ шматками різних тканин, в тому числі і фофудіями. Окрім того, фофудія означала одяг, відповідний єврейському ефоду (amiculum humerale), одягу первосвященика. За словами Михайла Максимовича, вже в XII ст. замість фофудії стали використовувати оксамити.

## Етимологія
Слово походить від давньоруського д.-рус. фофудиꙗ, за посередництвом російського рос. фофудья.
Срезневський вважав, що давньоруське д.-рус. фофудиꙗ, у свою чергу, походить від грецького грец. φουφουδότης.
За Фасмером, слово д.-рус. фофудиꙗ (ПВЛ, Сузд. літоп. під 1115 р.) було запозичене з сер. грец. *φουφούδιον, яке штучно реконструйовано на основі сер. грец. ῥένδαν φουφουδωτην καλην ἤγουν χλαμύδα βασιλικην χρυσῆν …
Зараз в живій українській мові вживаються три форми цього слова.
- фофудія. Це професійний переклад з давньоруської під редакцією професора філології, фахівця з давньої української літератури, отримав схвалення Шевченківського комітету[4].
- фофуддя. Ця форма викликає заперечення[5], зустрічається в основному у працях істориків[6].
- фофудья. Суржик, копія російського слова, але досі вживається досить часто.

## Сучасність
В кінці 2000-х і на початку 2010-х «фофудія» стала своєрідним інтернетним феноменом, мемом. В колах деяких прихильників українського Живого Журналу та поза його межами, слово набуло особливого значення. Його використовували у висміюванні російського шовінізму, нео-імперіалізму, псевдопатріотизму, фанатичної українофобії, сліпого заперечення української незалежності, нації, історії тощо.